# Alopekis
Alopekis (din greacă: Αλωπεκίς, „vulpiță”) este o rasă de câini.
Caracteristica rasei este un bot lung cu fălci bine dezvoltate. Corpul este lung în raport cu înălțimea, și este acoperit cu o blană scurtă, ca aspect general fiind asemănător vulpii.